# Mount Vernon (Alabama)
Pour les articles homonymes, voir Mount Vernon (homonymie).
Mount Vernon est une municipalité américaine située dans le comté de Mobile en Alabama.
Selon le recensement de 2010, sa population est de 1 574 habitants. La municipalité s'étend sur 5,33 milles carrés (13,8 km2), dont 0,11 milles carrés (0,28 km2) d'étendues d'eau.

## Démographie
| 1960 | 1970  | 1980  | 1990 | 2000 | 2010  |
| ---- | ----- | ----- | ---- | ---- | ----- |
| 553  | 1 079 | 1 038 | 902  | 844  | 1 574 |

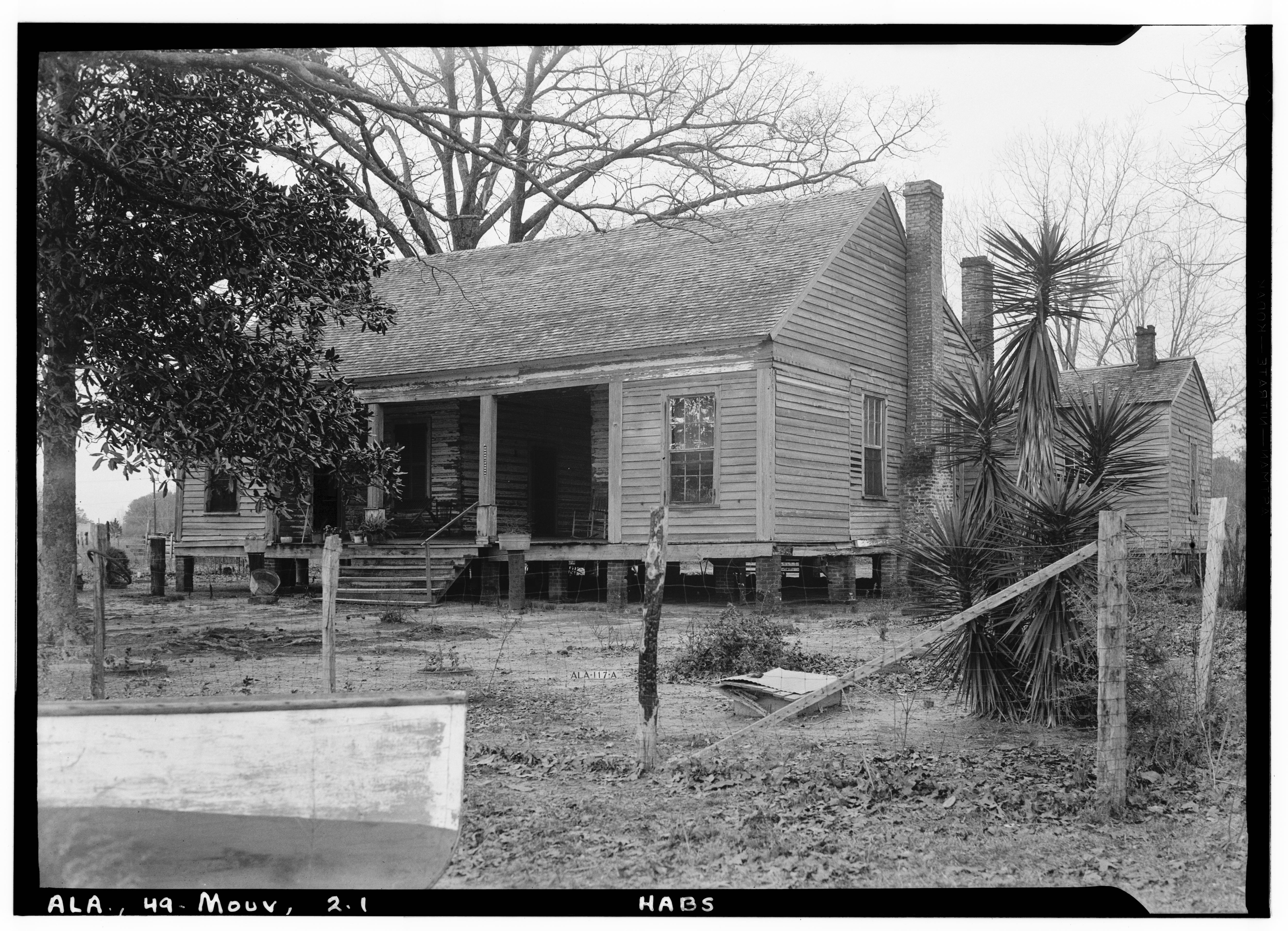
Maison Cooper-Beasley
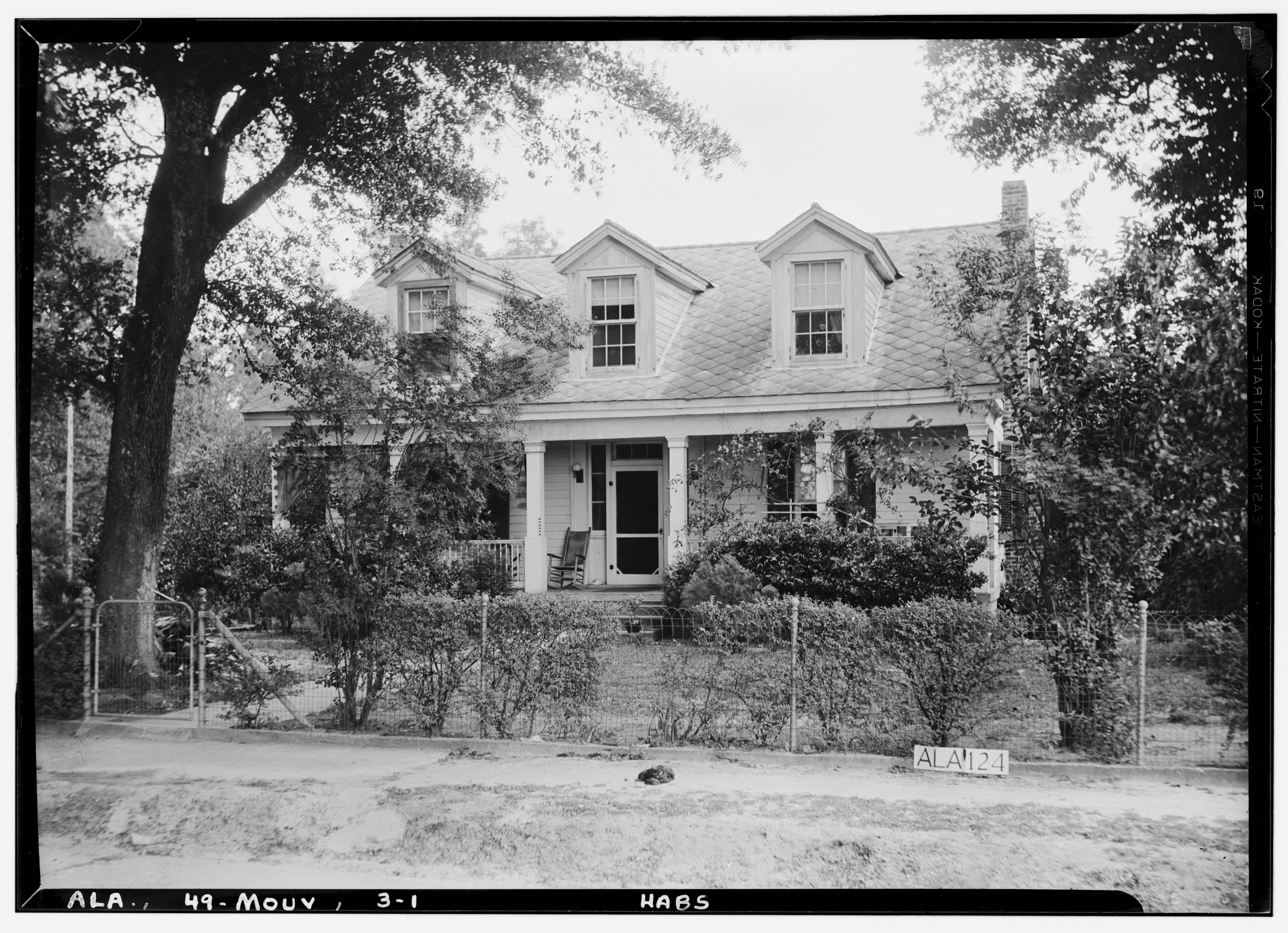
Maison L. B. Curry
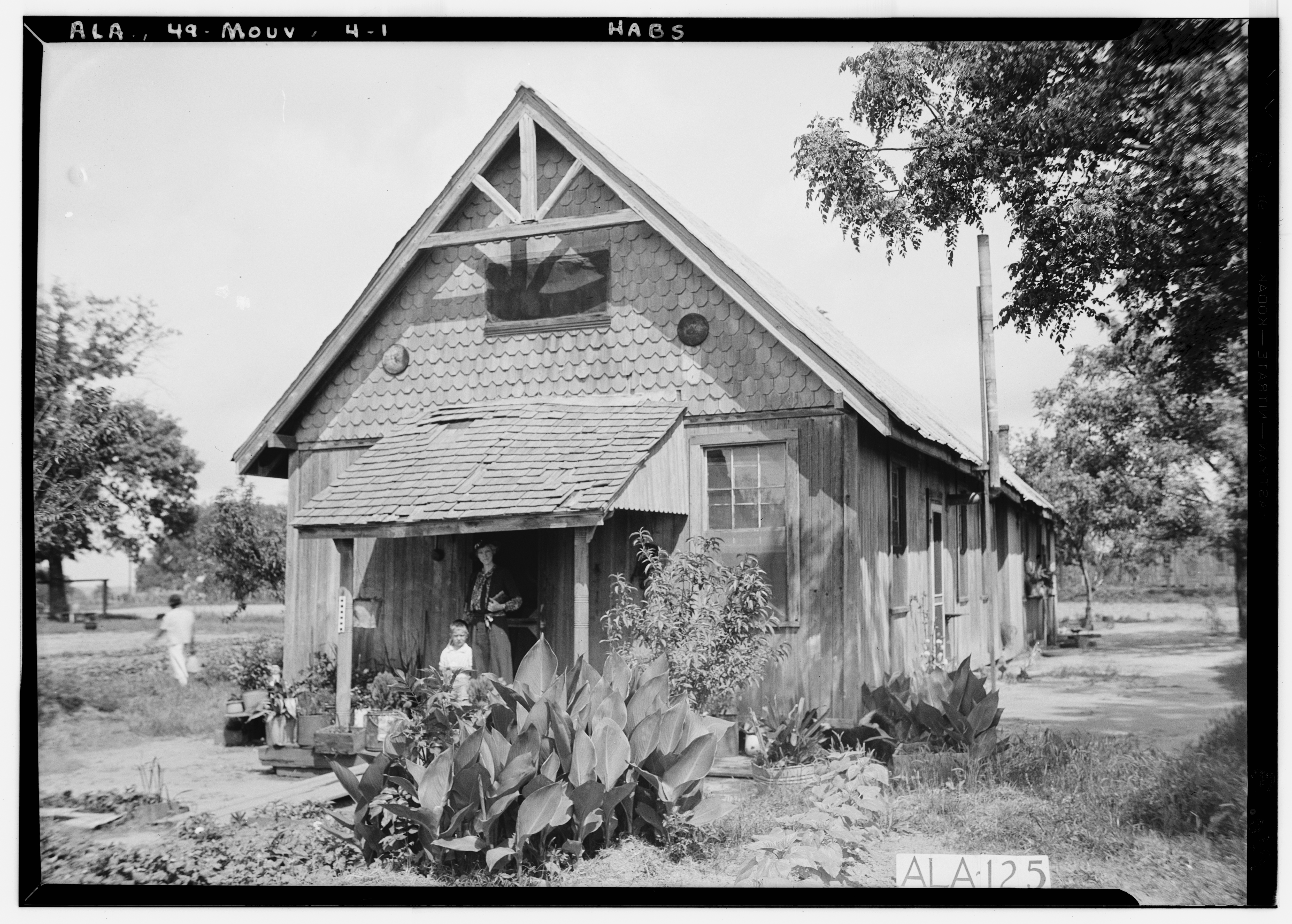
École amérindienne
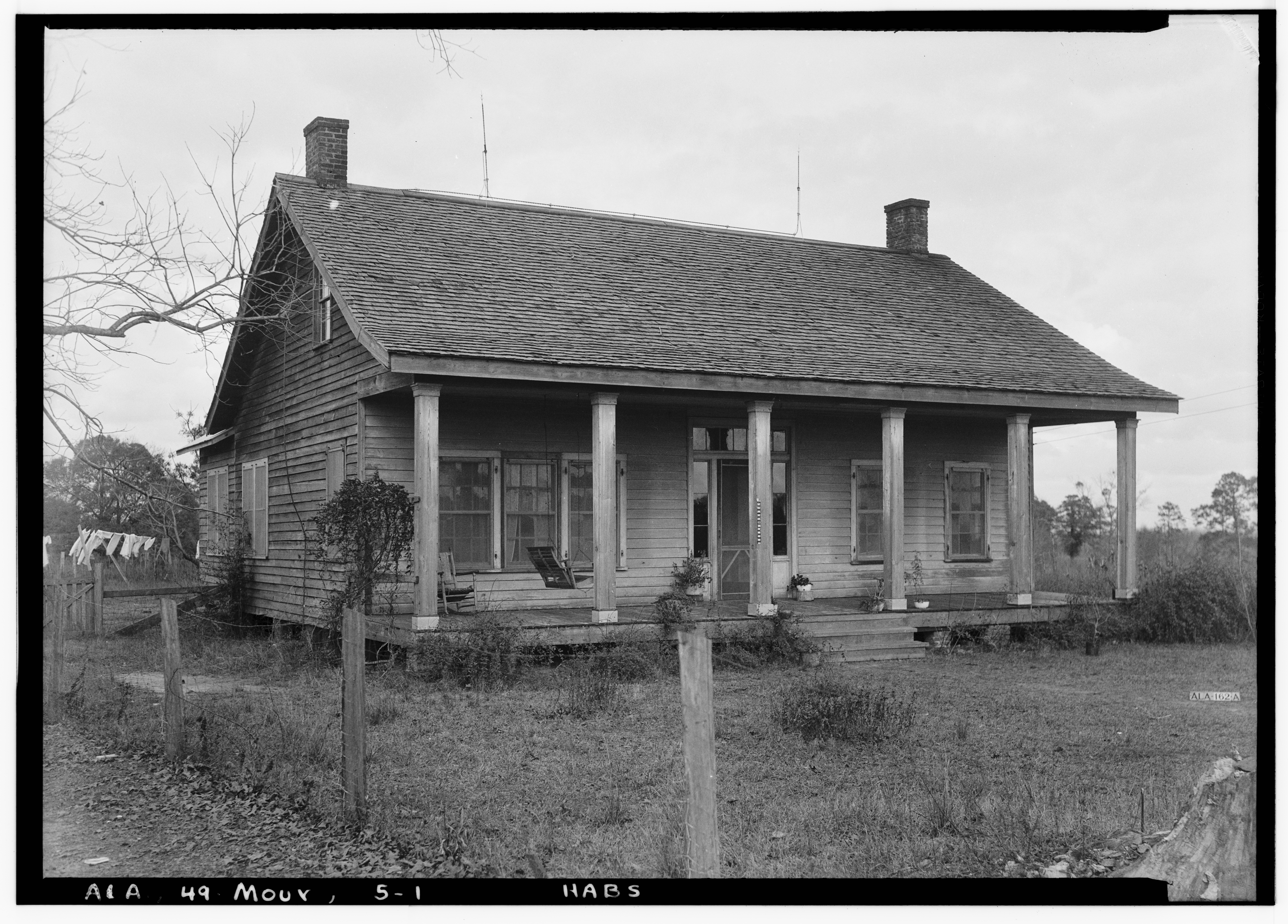
Maison Nelias Fall